# 널길무덤

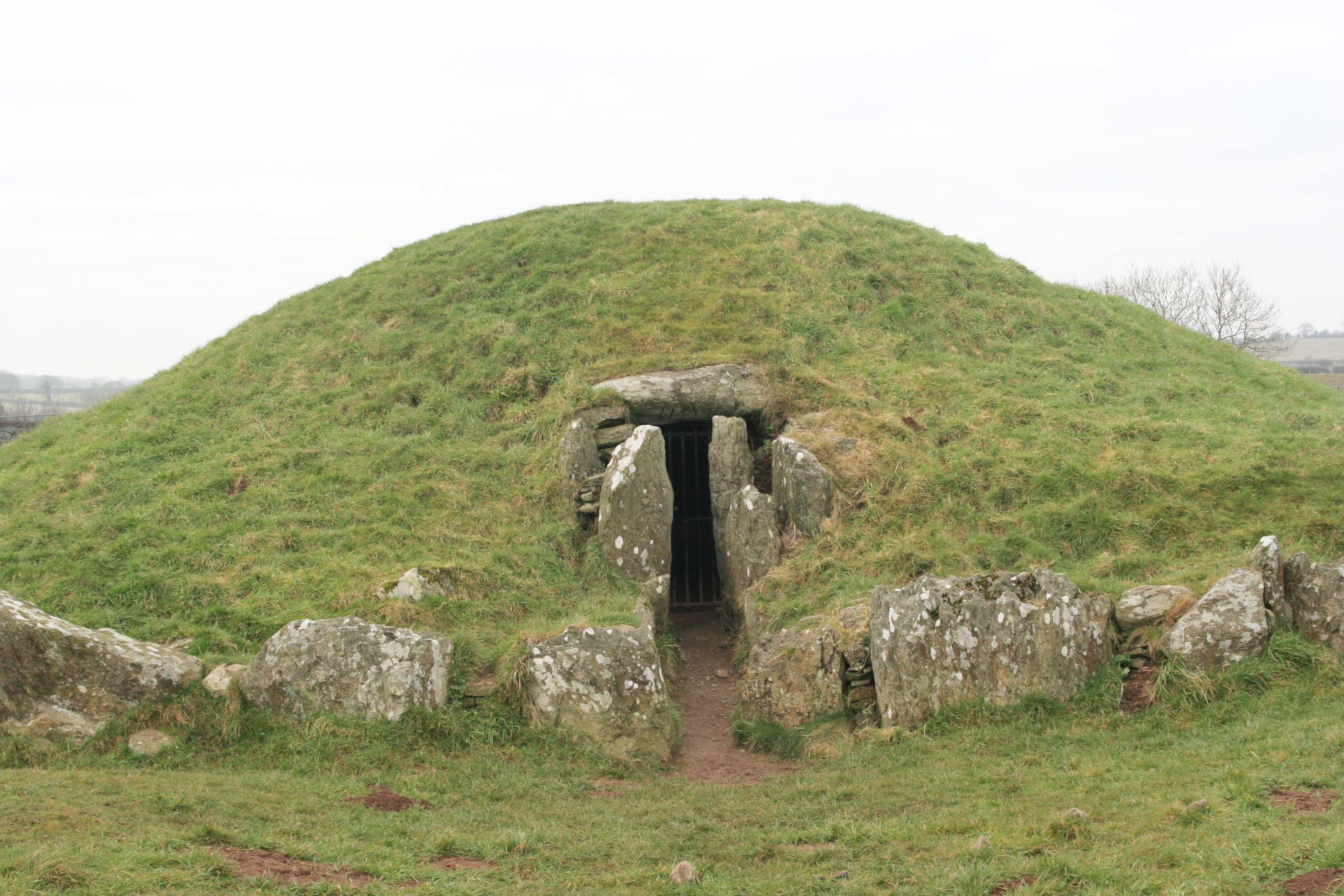
웨일스의 널길무덤.

널길무덤(passage tomb), 연도분(羨道墳)은 널방무덤의 일종으로, 시신이 안치된 널방과 무덤 외부 사이를 좁은 통로인 널길로 연결한 것이다. 그 위를 흙이나 돌로 엎어서 완성한다. 흙으로 덮으면 흙무지돌방무덤(석실봉토분), 돌로 덮으면 돌무지돌방무덤(적석석실분)이 된다. 신석기 시대부터 많이 만들어졌다.